# سيلينة فرنسية
السيلينة الفرنسية   (باللاتينية: Silene gallica) نوع نباتي يتبع جنس السيلينة من الفصيلة القرنفلية.

## الموئل والانتشار
موطنها بلاد الشام ووادي النيل والمغرب العربي وحوض البحر الأبيض المتوسط ومعظم مناطق أوروبا.

## مرادفات للاسم العلمي
- (باللاتينية: Silene giraldii)
- (باللاتينية: Silene linophila)
- (باللاتينية: Silene transtagana)
- (باللاتينية: Cucubalus sylvestris)
- (باللاتينية: Silene agrestina)
- (باللاتينية: Silene anglica)
- (باللاتينية: Silene bohemica)
- (باللاتينية: Silene cerastoides)
- (باللاتينية: Silene coarctata)
- (باللاتينية: Silene lusitanica)
- (باللاتينية: Silene modesta)
- (باللاتينية: Silene parvula)
- (باللاتينية: Silene quinquevulnera)
- (باللاتينية: Silene rigidula)
- (باللاتينية: Silene rosella)
- (باللاتينية: gallica L. var. gallica)